# Fight Night (сингл)
«Fight Night» — сингл американського реп-гурту Migos, виданий лейблами Quality Control Music та 300 Entertainment 8 квітня 2014 р. 6 червня відбулась прем'єра відеокліпу.

## Чартові позиції
| Чарт (2014)                             | Найвища позиція |
| --------------------------------------- | --------------- |
| США (Billboard Hot 100)                 | 69              |
| США (Hot R&B/Hip-Hop Songs) (Billboard) | 17              |
| США (Rap Songs) (Billboard)             | 14              |

## Сертифікації
| Країна | Сертифікація | Наклад   |
| ------ | ------------ | -------- |
| США    | Золотий      | 500 тис. |

## Нагороди й номінації
| Рік  | Нагорода           | Номінація                | Результат |
| ---- | ------------------ | ------------------------ | --------- |
| 2014 | BET Hip Hop Awards | «Найкращий клубний трек» | Номінація |